# Кара-Дыйкан
Кара-Дыйкан (кирг. Кара-Дыйкан) — село в Узгенском районе Ошской области Кыргызстана. Входит в состав Жазыского аильного округа. Код СОАТЕ — 41706  255 824 01 0

## Население
По данным переписи 2023 года, в селе проживало 7 613 человек.